# Cotachena
Cotachena é um gênero de mariposa pertencente à família Crambidae.